# Telekura
Telekura (テレクラ, Terekura) est l'abréviation japonaise du mot telephone club (テレフォン クラブ, terefon kurabu). Ce genre d'établissement de prostitution au Japon est très populaire vers le milieu des années 1990. Il propose un service de rendez-vous par téléphone.

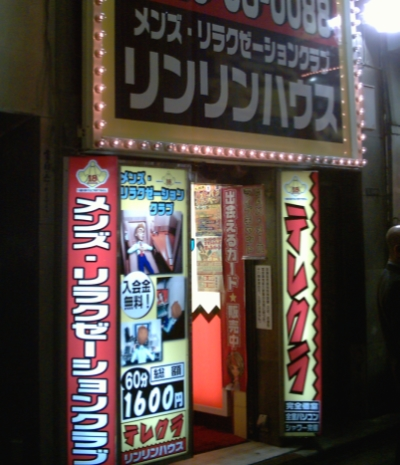
Devanture d'un établissement de telekura au Japon

Un client paie un droit pour utiliser une cabine téléphonique. L'appel le met en rapport avec un organisme auquel adhère une femme qui souhaite un « rendez-vous » - cela signifie implicitement avoir des rapports sexuels rémunérés. Celle-ci reçoit l'appel de son centre qui lui indique les coordonnées de l'appelant. Ces « clubs » ont été prohibés par certaines juridictions du Japon[réf. nécessaire] au motif qu'ils servent de paravent à la prostitution.
Actuellement, les membres s'acquittent d'un droit après lequel ils sont directement mis en rapport avec le téléphone cellulaire d'une adhérente volontaire au « club ». L'appelant peut alors convenir d'un rendez-vous. Les adeptes  de l'enjo kōsai utilisent volontiers ce service.